# Christian Friedrich Bucholz

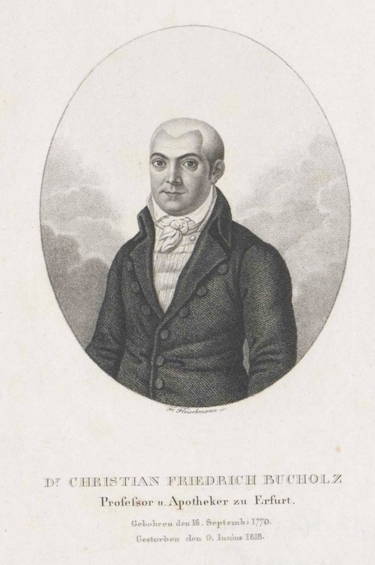
Christian Friedrich Buchholz

Christian Friedrich Bucholz (* 19. September 1770 in Eisleben; † 9. Juni 1818 in Erfurt) war ein deutscher Apotheker (Pharmazeut) und Chemiker.

## Leben
Bucholz war der Sohn eines Apothekers und Neffe von Wilhelm Heinrich Sebastian Bucholz. Er war ab 1784 in der Apothekerlehre in Kassel. 1789 wurde er Assistent in einer Apotheke in Ochsenfurt und 1791 Teilhaber einer Apotheke in Mülhausen. 1794 übernahm er die Apotheke seines Vaters in Erfurt. Daneben erwarb er sich einen Ruf als Wissenschaftler. 1808 wurde Buchholz in Rinteln in Pharmazie promoviert und erhielt 1809 auch den Doktortitel der Philosophie in Erfurt. Er wurde dort Assistent und 1810 außerordentlicher Professor und 1813 ordentlicher Professor in Erfurt. 1795 heiratete er.
1808 bis zu seinem Tod gab er den Almanach für Scheidekünstler heraus. Seit 1808 war er korrespondierendes Mitglied der Bayerischen Akademie der Wissenschaften.
Von ihm stammen analytische Arbeiten. Er entdeckte einige Schwefelverbindungen, untersuchte Salze von Molybdän, Wolfram und Zinn, entwickelte Trennmethoden für Metalle und er gewann Uranverbindungen aus Pechblende. Insgesamt veröffentlichte er rund 100 Aufsätze und blieb auch aktiv, nachdem er fünf Jahre vor seinem Tod erblindete. Einige seiner Arbeiten wurden ins Französische und Englische übersetzt. Bekannt waren auch seine Lehrbücher für Pharmaziestudenten. Er war auch an der Gründung von Apothekergesellschaften beteiligt.

## Schriften
- Beiträge zur Erweiterung und Berichtigung der Chemie, 3 Bände, Erfurt 1799 bis 1802
- Grundriss der Pharmacie mit vorzüglicher Hinsicht auf die pharmaceutische Chemie, Erfurt 1802
- Katechismus der Apotheker-Kunst, 1810
- Theorie und Praxis der pharmaceutisch-chemischen Arbeiten, 2 Bände, 1812, 2. Auflage 1818